# Umbra (Marte)
Umbra  è una caratteristica di albedo della superficie di Marte.